# 万维尔苏索诺
万维尔苏索诺（法語：Oinville-sous-Auneau，法語發音：[wɛ̃vil su.z‿ono]，意为“欧诺下方的万维尔”）是法国厄尔-卢瓦省的一个市镇，位于该省中部偏东，属于沙特尔区。

## 地理
万维尔苏索诺（48°27'56"N, 1°43'40"E）面积10.38 平方千米，位于法国中央-卢瓦尔河谷大区厄尔-卢瓦省，该省份为法国北部内陆省份，北起顺时针与厄尔省、伊夫林省、埃松省、卢瓦雷省、卢瓦-谢尔省、萨尔特省和奧恩省接壤。
与万维尔苏索诺接壤的市镇（或旧市镇、城区）包括：安波。

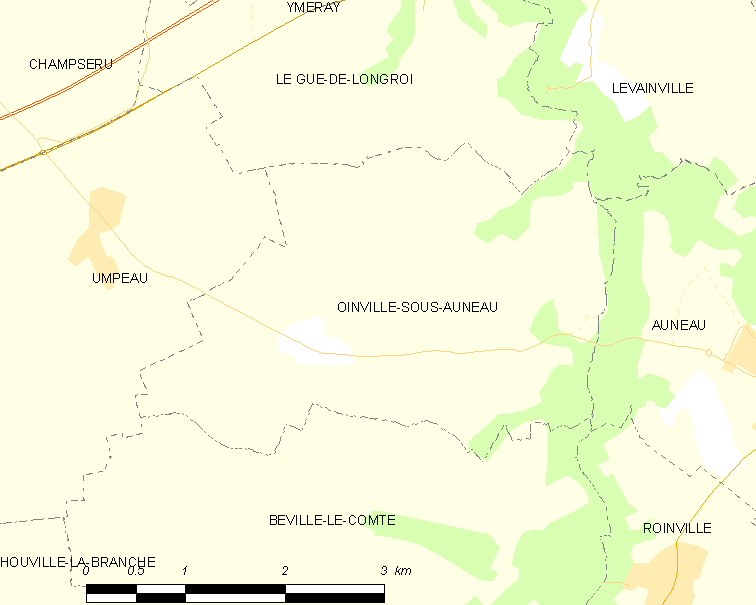
万维尔苏索诺的OSM定位图

万维尔苏索诺的时区为UTC+01:00、UTC+02:00（夏令时）。

## 行政
万维尔苏索诺的邮政编码为28700，INSEE市镇编码为28285。

## 政治
万维尔苏索诺所属的省级选区为欧诺县。

## 人口

1962-2008年间万维尔苏索诺人口变化图示

万维尔苏索诺于2022年1月1日时的人口数量为326人。